# Abraham a Sancta Clara

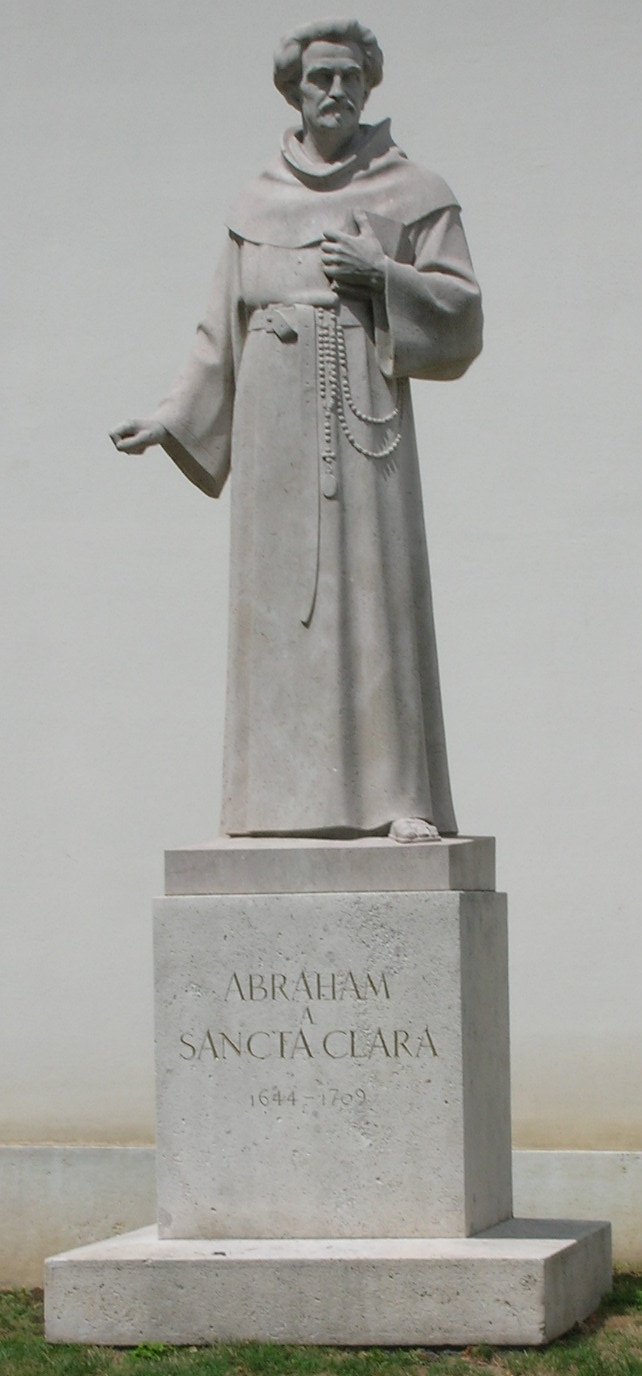
Pomnik kaznodziei w pobliżu pałacu cesarskiego w Wiedniu

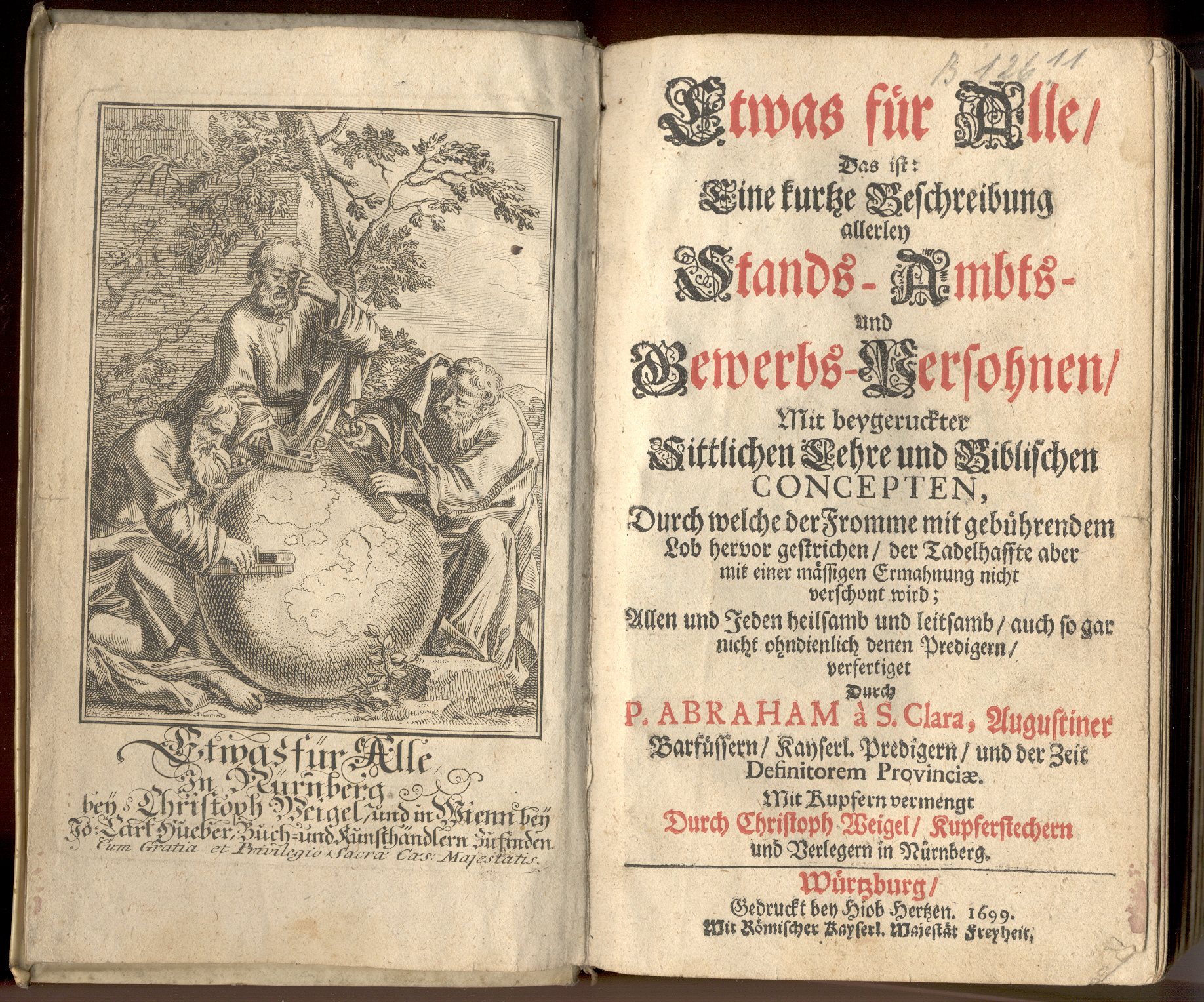
Strona tytułowa dzieła Etwas für alle z 1699

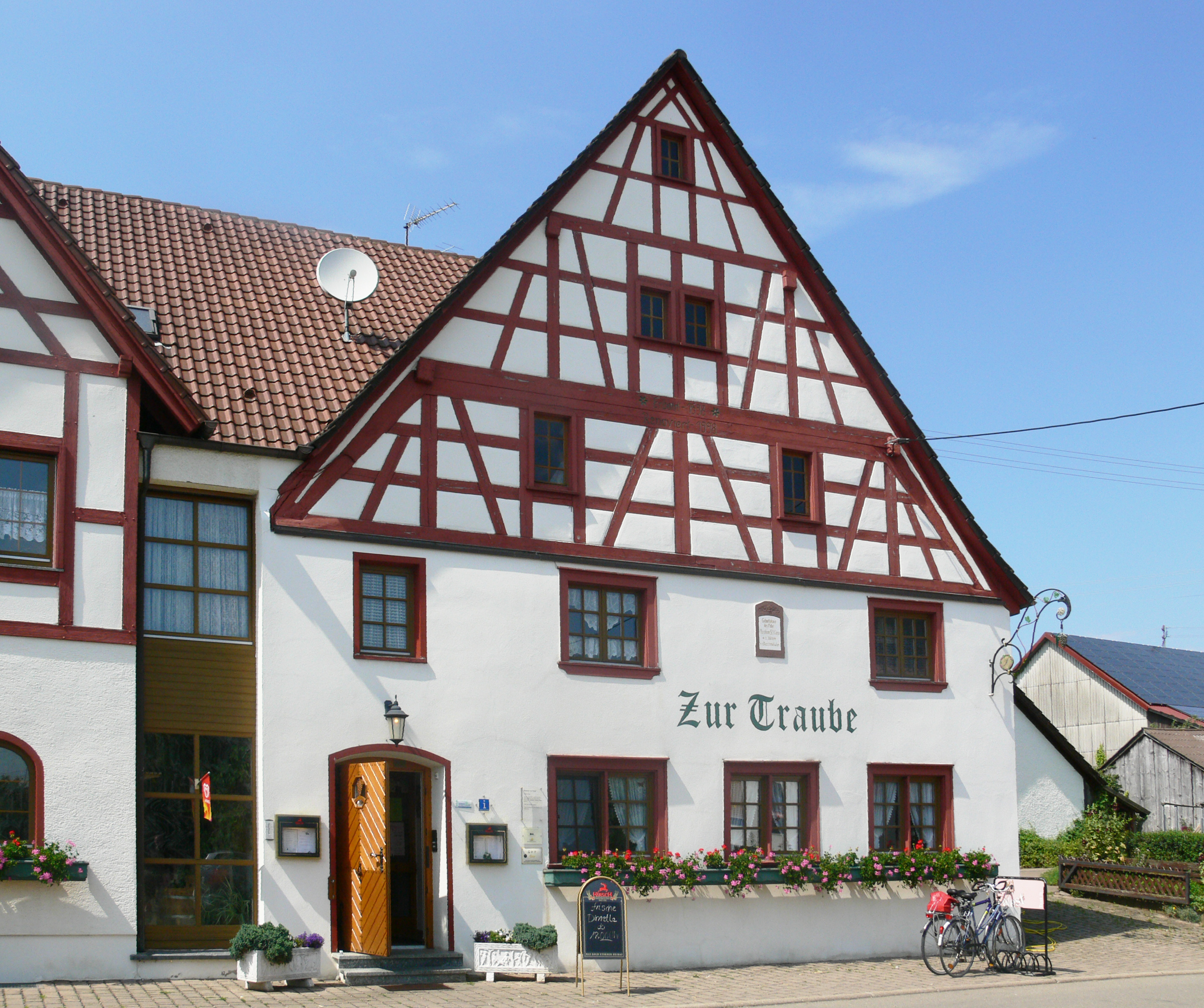
Dom narodzin Abrahama a Sancta Clara w Kreenheinstetten

Abraham a Sancta Clara (właśc. Johann Ulrich Megerle; ur. 2 lipca 1644 w Krähenheimstetten, zm. 1 grudnia 1709 w Wiedniu) – austriacki augustianin, kaznodzieja.

## Życiorys
Urodził się jako Johann Ulrich Megerle w rodzinie chłopskiej w Krähenheimstetten, dzisiejsze Kreenheinstetten koło Meßkirch w Niemczech. W 1662 wstąpił do augustianów. Z biegiem lat wybrany został definitorem, a następnie prowincjałem swojej prowincji zakonnej. W 1669, ze względu na zdolności krasomówcze, powierzono mu urząd nadwornego kaznodziei w Wiedniu.
Na głoszonych przez niego homiliach i kazaniach gromadziły się tłumy. Był ceniony za siłę i prostotę swojego języka, groteskowość humoru, prostolinijność w napominaniu zarówno urzędników dworskich jak i zwykłych mieszkańców miasta. Przemawiał, używając języka ludu. Czasem jego kazania były szorstkie i dowcipne. Bywał też w swych naukach wzniosły i wzbudzający podziw. Zmarł w Wiedniu 1 grudnia 1709 roku.
W opublikowanych dziełach jawi się kunszt jego słowa. Najbardziej typowym przykład stylu Abrahama a Sancta Clara odnajdujemy w noweli moralizatorskiej zatytułowanej Judas der Erzschelm, wydanej w czterotomowym zbiorze w Salzburgu w latach 1686–1695.
Wiele jego dzieł drukowanych było w całości lub we fragmentach z licznymi nieoryginalnymi wstawkami. Najlepsze wydanie dzieł Abrahama a Sancta Clara w 21 tomach powstawało w Pasawie i Lindau w latach 1835–1854.
Wybrane prace Abrahama a Sancta Clara w tłumaczeniu na język polski ukazały się w antologii Panorama Literatury Krajowej i Zagranicznej wydawanej w 1836 i 1838 w Warszawie przez J. Węckiego. 

## Dzieła
- Abrahamische Lauberhütt (2 części, 1721–23)
- Abrahamisches Bescheidessen (1717)
- Abrahamisches Gehab dich wohl! (3 części, 1706–1709)
- Aller Freud und Fried (1698)
- Astriacus Austriacus (1673)
- Auff, auff, ihr Christen! (1683)
- Augustini feuriges Herz (1693)
- Besonders möbliert und gezierte Totenkapelle (1710)
- Centifolium stultorum in Quarto (1709)
- Continuatum des Geflügelten Mercurius (1702)
- Corona gloriae (1680)
- Divinae sapientiae domus (1690)
- Etwas für Alle (1699)
- Frag und Antwort mit Ja und Nein (1693)
- Der glückliche Fischzug in Anzbach (1677)
- Gack, gack, gack, gack a ga einer wunderseltsamen Hennen in dem Herzogtum Bayern (1684)
- Geflügelter Mercurius (1701)
- Geistlicher Kramerladen (1705)
- Grammatica religiosa (1691)
- Große Totenbruderschaft (1681)
- Heilige Hofart (1684)
- Heilsames Gemisch-Gemasch (1703)
- Huy! und Pfuy! der Welt (1707)
- Judas, der Erzschelm (4 części, 1685–1695)
- Klägliches Auf und Ab (1702)
- Der klare Sonnenschein (1684)
- Leichenpredigt auf Abt Anselm Schyring (1679)
- Lobpredigt auf den hl. Wenceslaus (1702)
- Lösch, Wien! (1681)
- Mercuralis oder Wintergrün (1733)
- Merk's Wien (1680)
- Merk's wohl, Soldat! (1680)
- Neueröffnete Welt-Galeria (1703)
- Neuerwählte Paradeisblum (1675)
- Österreichisches Deo Gratias (1680)
- Patrocinium auf Erden schlecht, im Himmel gerecht (1699)
- Predigt am Fest des heiligen Schutzengels (1675)
- Predigt Dank und Denkzahl (1680)
- Predigt Maria-Bronn (1693)
- Predigt von der löblichen Totenbruderschaft (1672)
- Prophetischer Willkomm (1677)
- Eine redliche Red (1705)
- Reimb dich oder ich lisz dich (1684)
- Sterben und Erben (1702)
- Stern so aus Jacob aufgangen Maria (Stuttgart 1994). ISBN 3-7772-9423-3
- Die verblümblete Wahrheit (1693)
- Wohlangefüllter Weinkeller (1710)
- Wohlriechender Spica Nardi (1684)
- Wunderlicher Traum von einem großen Narrennest (1707)
- Kaysersbergsche Narragonische Schifffahrt (1708)